# Dytiscus zersii
Dytiscus zersii là một loài bọ cánh cứng trong họ Bọ nước. Loài này được Sordelli miêu tả khoa học năm 1882.